# Bondrée apivore
Pernis apivorus
Espèce
Statut de conservation UICN

 LC  : Préoccupation mineure
Statut CITES
La Bondrée apivore (Pernis apivorus) est une espèce de rapaces diurnes appartenant à la famille des Accipitridae. Cette espèce protégée, insectivore et migratrice, n'est présente que durant l'été en Europe.

## Historique et dénomination

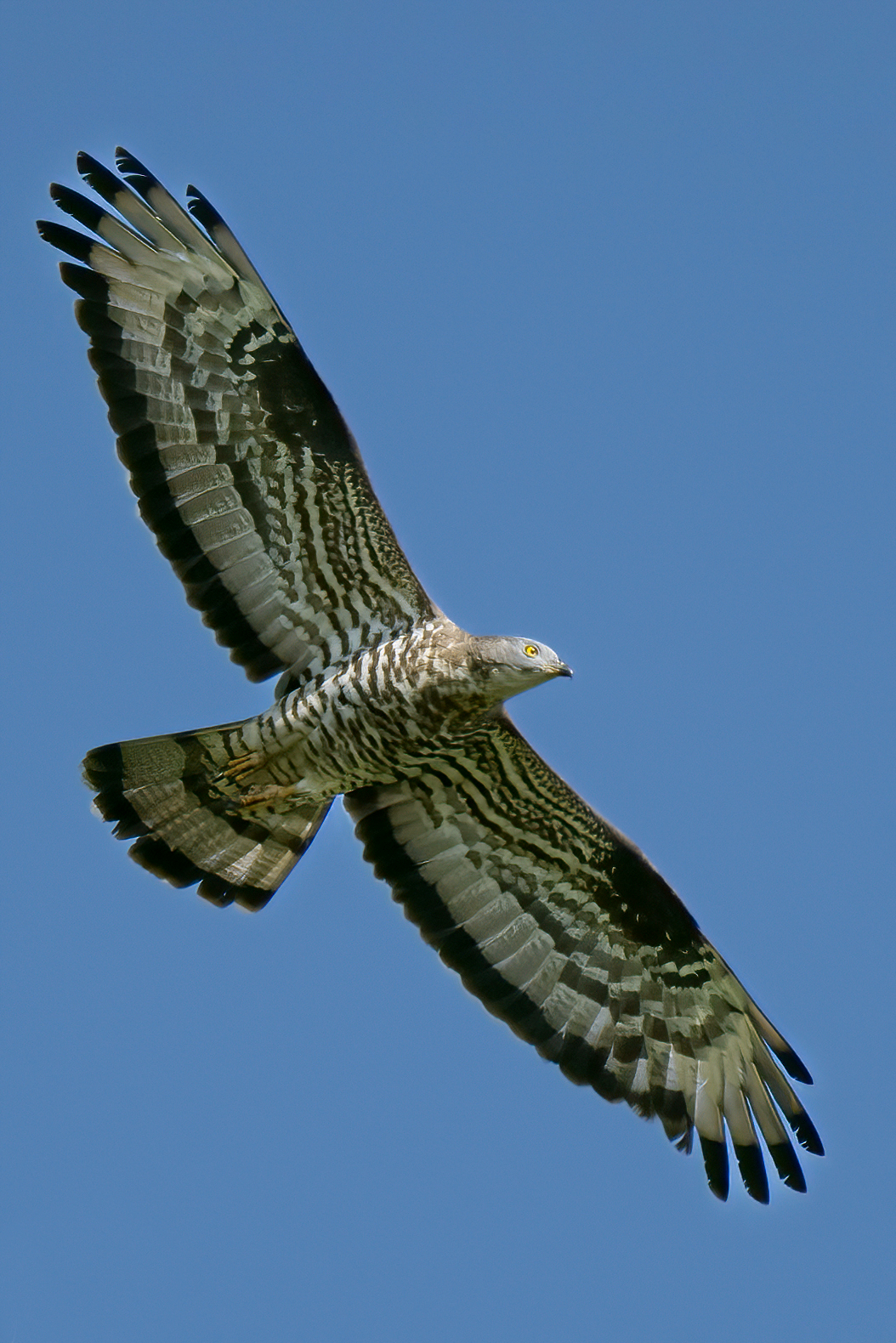

- Espèce décrite par le naturaliste suédois Carl von Linné en 1758 sous le nom initial de Falco apivorus[1].

Selon Cabard et Chauvet, le terme Pernis serait une modification du mot grec pternis (oiseau de proie), mais ces auteurs rappellent que pernis signifie rapide, agile en latin.
Les termes apivorus et apivore viennent de deux mots latins, apis l'abeille et voro, dévorer, même si ce rapace consomme essentiellement des larves de guêpes.

### Noms vernaculaires
- Bondrée apivore
- Buse bondrée

Le terme Bondrée a une origine incertaine. Selon le Littré, il viendrait de bondir, ce qui signifiait autrefois retentir, à cause de son cri. Selon le Robert, il viendrait du breton bondrask, la grive, en raison de la ressemblance entre les plumages de la poitrine de ces deux oiseaux.
En français, la Bondrée apivore était aussi appelée Goiran,. Pierre Belon, en 1555, dans son livre L'histoire de la nature des oiseaux, avec leurs descriptions, et naïfs portraicts retirez du naturel la nomme aussi Boudrée.

### Synonymie
- Falco apivorus Linné, 1758

## Description
Cet Accipitridé de dimensions moyenne (longueur totale de 50 à 60 cm; envergure de 130 à 150 cm) a une silhouette en vol comparable à celle d'une buse variable.
Elle se reconnaît à ses ailes étroites, sa tête petite mais proéminente et sa queue très développée et parcourue de trois barres foncées, dont une large bande terminale. Son plumage est très variable. Les plumes situées à la base du bec et autour de l’œil sont courtes, arrondies et compactes, assurant une protection contre d'éventuelles piqûres de guêpes et d'abeilles.
La bondrée apivore recherche sa nourriture sur le sol et peut creuser des trous atteignant 40 cm de profondeur, afin de déterrer ses proies préférées : larves et pupes d'hyménoptères. Elle complète ce régime alimentaire de batraciens, reptiles, petits mammifères et oisillons.

### Mensurations
D'une longueur de 52 à 60 cm, ce rapace a une envergure allant de 120 à 150 cm et un poids variant entre 600 et 1 100 g.

### Aspect des adultes

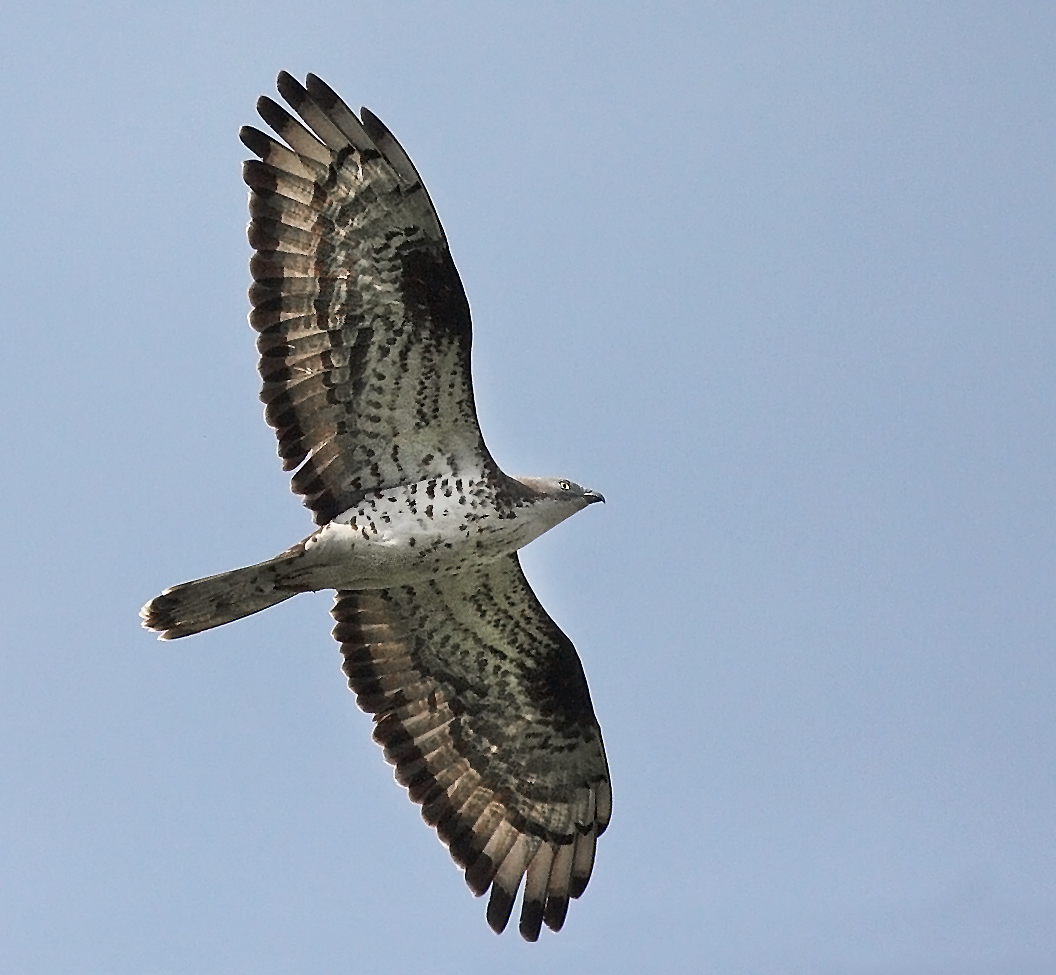
Bondrée apivore en vol, vue de dessous

La bondrée apivore est très semblable d'aspect à la buse variable (Buteo buteo).
La couleur de son plumage, variable selon les individus, est grossièrement brune sur le dessus de l'oiseau et blanc strié ou taché de brun-noir sur le dessous. Les stries horizontales du dessous des ailes et de la queue, bordées de sombre, sont caractéristiques de l'espèce. Il existe des individus plus ou moins clairs ou foncés, mais tous présentent au poignet, sur la face inférieure de l'aile, une tache circulaire sombre.
Il n'existe pas vraiment de dimorphisme sexuel chez cette espèce, même si la femelle est généralement plus grande et volumineuse que le mâle (comme la plupart des espèces de rapaces).
La tête est relativement petite par rapport au reste du corps, la queue longue. Les yeux sont dorés. Le bec, crochu, est noir. La base du bec présente de courtes plumes raides ressemblant de loin à des écailles. Les pattes sont jaunes, fortes et les doigts sont couverts d'écailles épaisses.

### Aspect des juvéniles

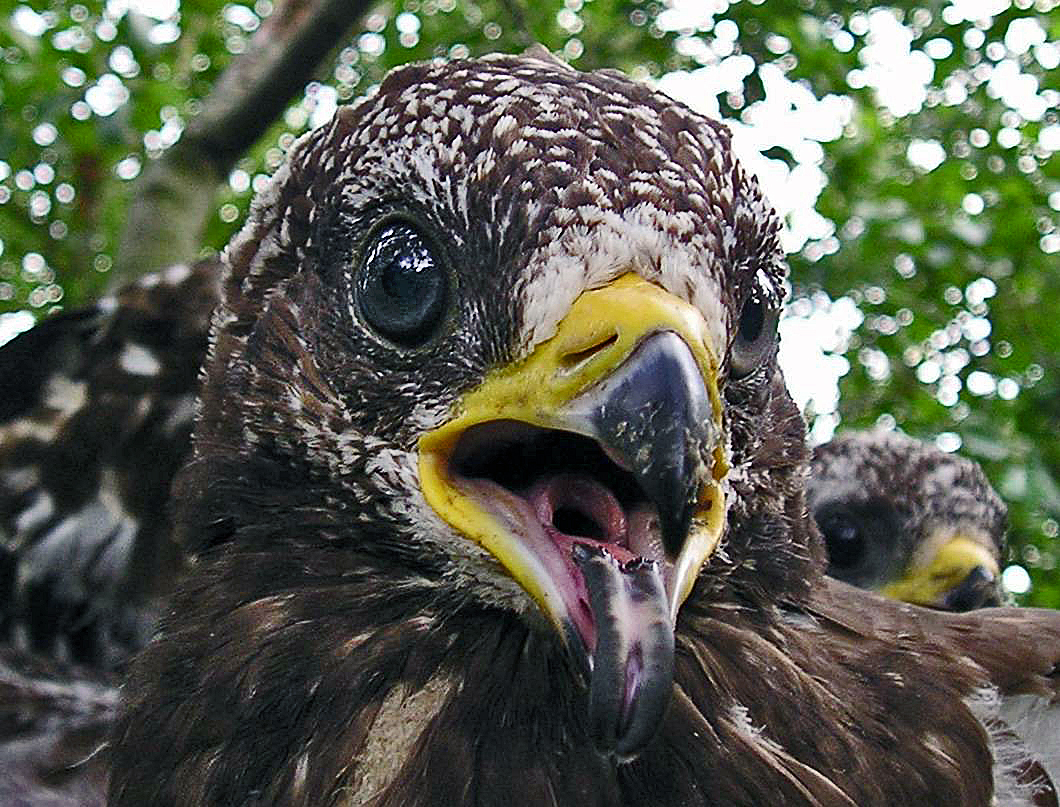
Gros plan de la tête d'une jeune Bondrée apivore

Assez semblables à l'adulte, ils s'en distinguent par la couleur de leur iris brun au lieu de doré, et par la couleur jaune de leur cire (zone sans plume à la base du bec). 
De plus ils ont la queue relativement plus courte et les caractéristiques du plumage adulte ne sont pas encore totalement acquises. En effet, ils présentent notamment : mêlées aux plumes brunes des plumes blanches, qui disparaitront au cours du temps sur les parties supérieures de l'oiseau.

## Comportement

### Locomotion
Ses pattes lui facilitent la marche. Elle sait planer des heures haut dans le ciel comme tous les rapaces, mais sait mieux que certains voler longtemps sans planer lors de ses trajets de migration.

### Alimentation

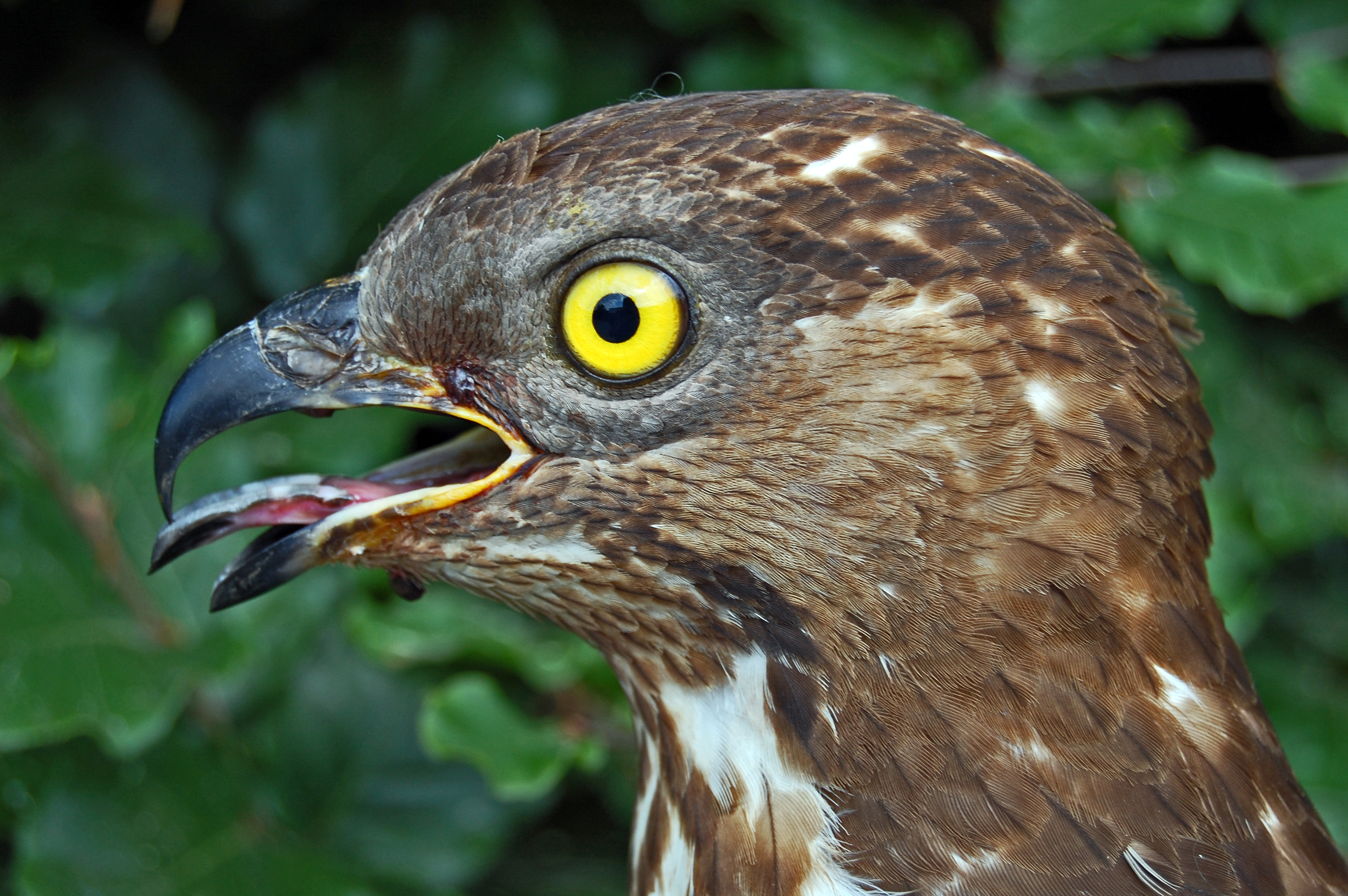
Gros plan de la tête d'une bondrée apivore adulte montrant les plumes protectrices de la base du bec et des yeux

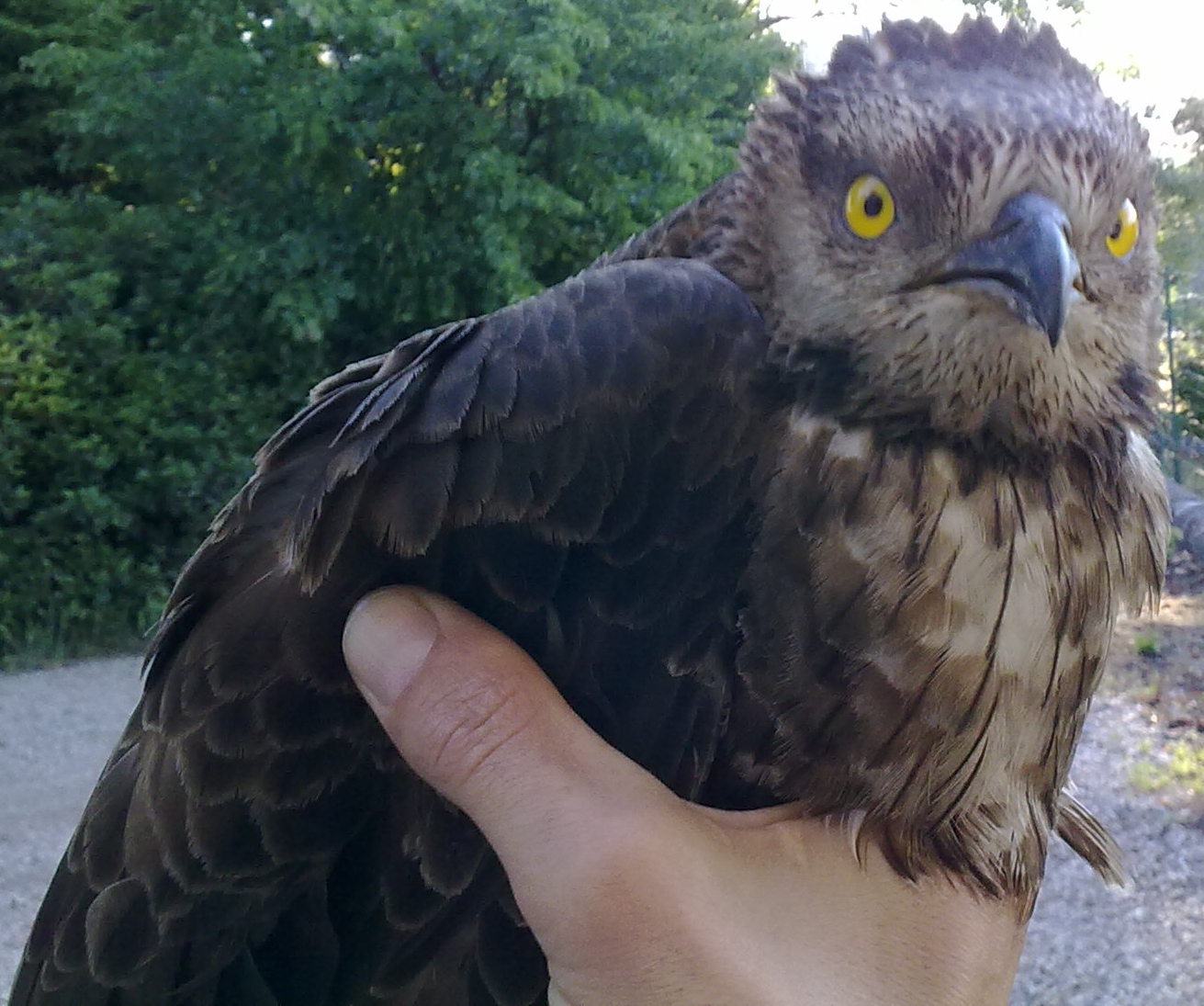
Gros plan d'une bondrée apivore adulte trouvée blessée dans le sud de la France

En été ou lors de son hivernage africain, son régime alimentaire est essentiellement insectivore. Ses proies principales sont les larves, les pupes et les adultes d'hyménoptères sociaux (principalement des guêpes, mais aussi des abeilles, des bourdons et des frelons, y compris les frelons asiatiques), ainsi que la cire et le miel éventuellement trouvés dans les rayons de l'essaim. Le nid des insectes est détecté en suivant les adultes en vol jusqu'à l'emplacement de l'essaim. Les essaims souterrains sont déterrés, parfois sur 40 cm de profondeur, à l'aide de ses serres très fortes et recouvertes d'épaisses écailles, puis la bondrée apivore déchire les rayons avec son bec. La base du bec et le tour des yeux sont protégés des piqûres par des plumes raides à aspect écailleux ; les narines, étroites, empêchent la pénétration des insectes, de la terre ou de la cire dans les fosses nasales.
Au printemps, alors que les essaims sont encore peu développés, ou lorsque les proies principales se font rares, la bondrée apivore peut consommer des sauterelles, coléoptères, chenilles et autres insectes, mais aussi des araignées, des vers de terre, voire de petits vertébrés (grenouilles, squamates, mammifères, oisillons), ainsi que des œufs ou des baies. Cette nourriture est généralement chassée à pieds ou cueillie au sol, la marche étant facilitée par ses serres modérément recourbées, contrairement à de nombreux rapaces de la famille des Accipitridae,,.

### Comportement social

#### Relations intraspécifiques
Le site de nidification se situe au sein d'un territoire dont les dimensions (entre 10 et 40 km²) sont déterminées par les ressources en nourriture aux alentours du nid. Les bordures de ce territoire peuvent se chevaucher avec celles d'un couple de bondrées apivores voisines, mais les alentours du nid sont âprement défendus contre tout oiseau de proie.

#### Vocalisations
Le mâle lance des ? cris sifflés [Fiche] assez mélodieux.
Mâles et femelles peuvent pousser des Ki-ki-ki quand ils sont énervés,.

### Reproduction

#### Établissement du territoire et construction du nid
La saison de reproduction a lieu entre avril et juin, ce qui coïncide avec une période d'abondance de larves d'hyménoptères, nourriture principale des oisillons. La bondrée apivore a tendance à revenir sur les mêmes sites de nidification chaque année. C'est la période où le mâle effectue des vols nuptiaux au-dessus du site de nidification et de sa femelle : il prend de l'altitude par une trajectoire oblique puis, s'immobilisant dans les airs, bat des ailes en les relevant très haut au-dessus de lui, comme s'il "claquait des mains" au-dessus de sa tête, et ce trois ou quatre fois d'affilée.

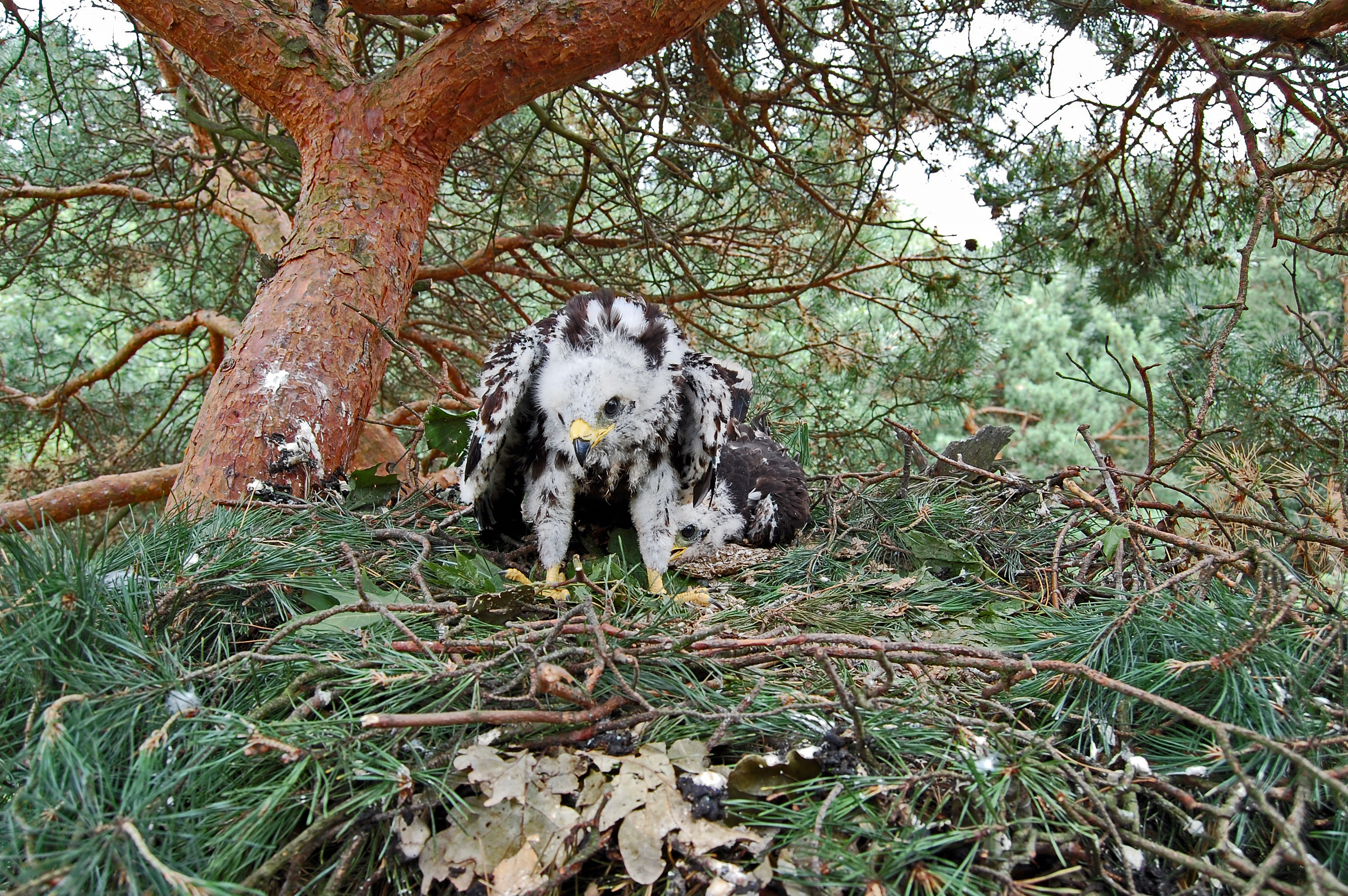
Nid de bondrée apivore contenant deux oisillons de 28 et 30 jours

La Bondrée apivore bâtit généralement un nouveau nid, mais elle peut aussi réutiliser un nid de Corvidé ou de buse variable, le regarnissant de rameaux frais. Le nid est le plus souvent bâti dans un arbre, sur une branche latérale à une hauteur comprise entre 10 et 20 mètres du sol ; il est constitué de petites branches et de brindilles portant encore des feuilles. La construction du nid est réalisée essentiellement par la femelle, qui parachève ce travail en 10 à 15 jours.

#### Ponte, incubation et soins aux jeunes

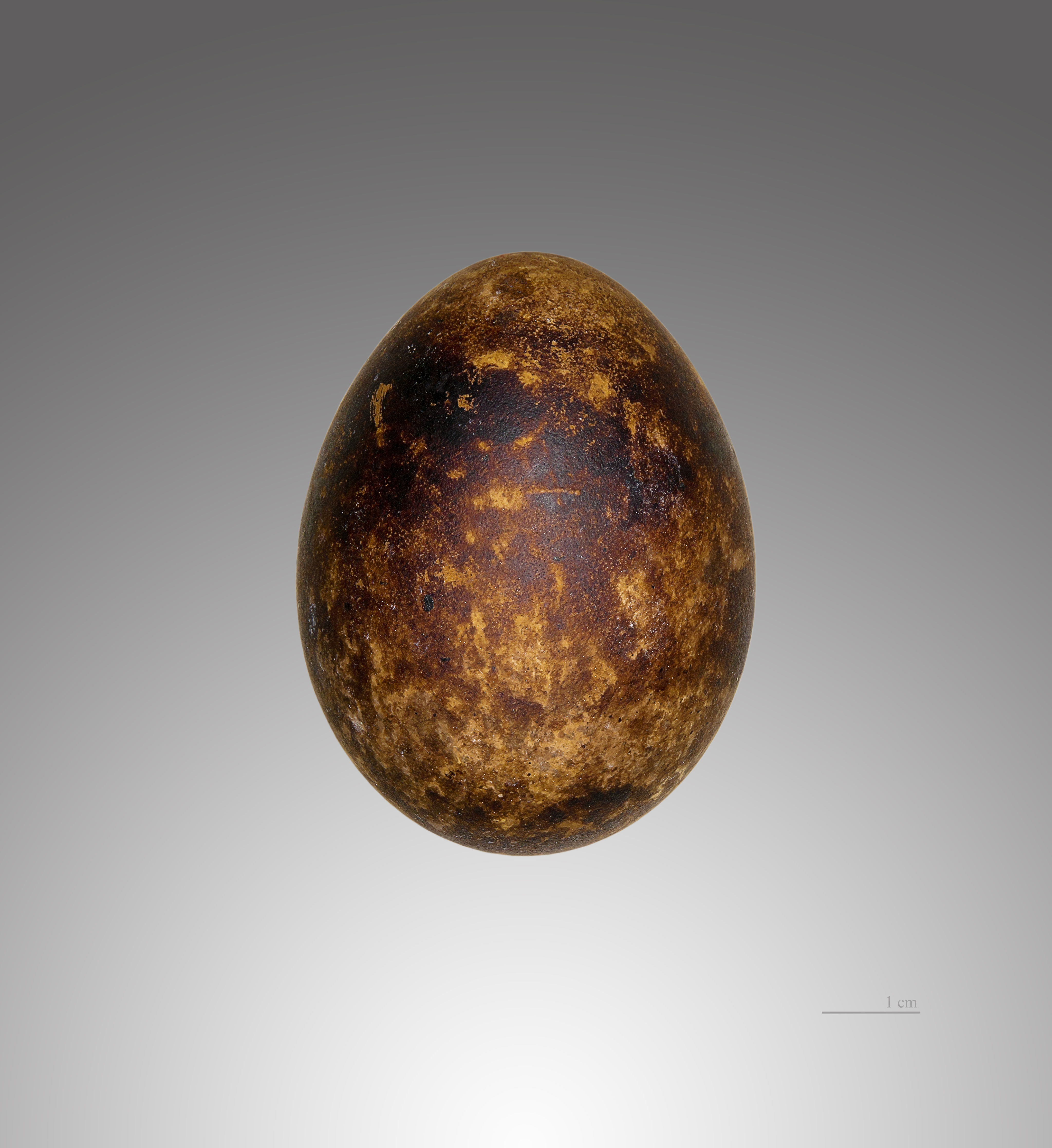
Œuf de bondrée apivore - Muséum de Toulouse

La Bondrée apivore ne réalise qu'une ponte par an ; si la première ponte est détruite, il peut arriver que la femelle fasse une ponte de remplacement, mais cela semble rare.
La femelle pond entre 1 et 3 (généralement 2) œufs blancs fortement tachés de brun-rouge, dont les dimensions moyennes sont de 52 x 41 mm pour un poids moyen de 49 g. Les œufs sont pondus avec 3 à 5 jours d'intervalle; l'incubation débute dès le premier œuf pondu.
Mâle et femelle se relaient pour couver les œufs durant 30 à 35 jours (il semble que la femelle soit plus assidue à cette tâche et s'occupe de l'incubation la nuit).
L'éclosion des œufs se déroule à quelques jours d'intervalle, mais contrairement à ce qui se passe chez un grand nombre d'oiseaux de proie, il n'y a pas de rivalité au sein de la couvée, et les disputes pour la nourriture sont rares. Au cours des 7 à 10 premiers jours, la femelle s'occupe presque exclusivement des petits. Le mâle part alors en quête de nourriture, principalement des rayons issus d'essaims sauvages d'hyménoptères, que la femelle déchiquettera à l'aide de son bec afin de nourrir les oisillons avec les larves contenues à l'intérieur. Dès le 18e jour, les petits sont capables d'extraire seuls les larves des rayons apportés par les deux parents, qui déposent la nourriture dans le nid. Les autres proies, notamment les petits vertébrés, sont souvent dépecées avant d'être apportées au nid,. Il est commun que le mâle prenne soin des petits même lorsque la femelle est présente. Il a été observé que si la femelle meurt, le mâle est capable d'assurer seul l'élevage des petits.
Les jeunes, qui sont nidicoles bien qu'ils naissent couverts de duvet, volent après 35 à 45 jours ; ils restent par la suite quelque temps à proximité du nid où les parents continueront de les nourrir jusqu'au 55e jour environ. Il s'éloigneront davantage du nid par la suite, mais ils ne seront réellement indépendants qu'après 75 à 100 jours,.
Cet oiseau atteint la maturité sexuelle aux alentours de l'âge de 3 ans. Le record de longévité pour cette espèce, déterminé sur une Bondrée apivore baguée en Allemagne et retrouvée morte de mort naturelle, est de 29 ans,,,.

## Répartition et habitat

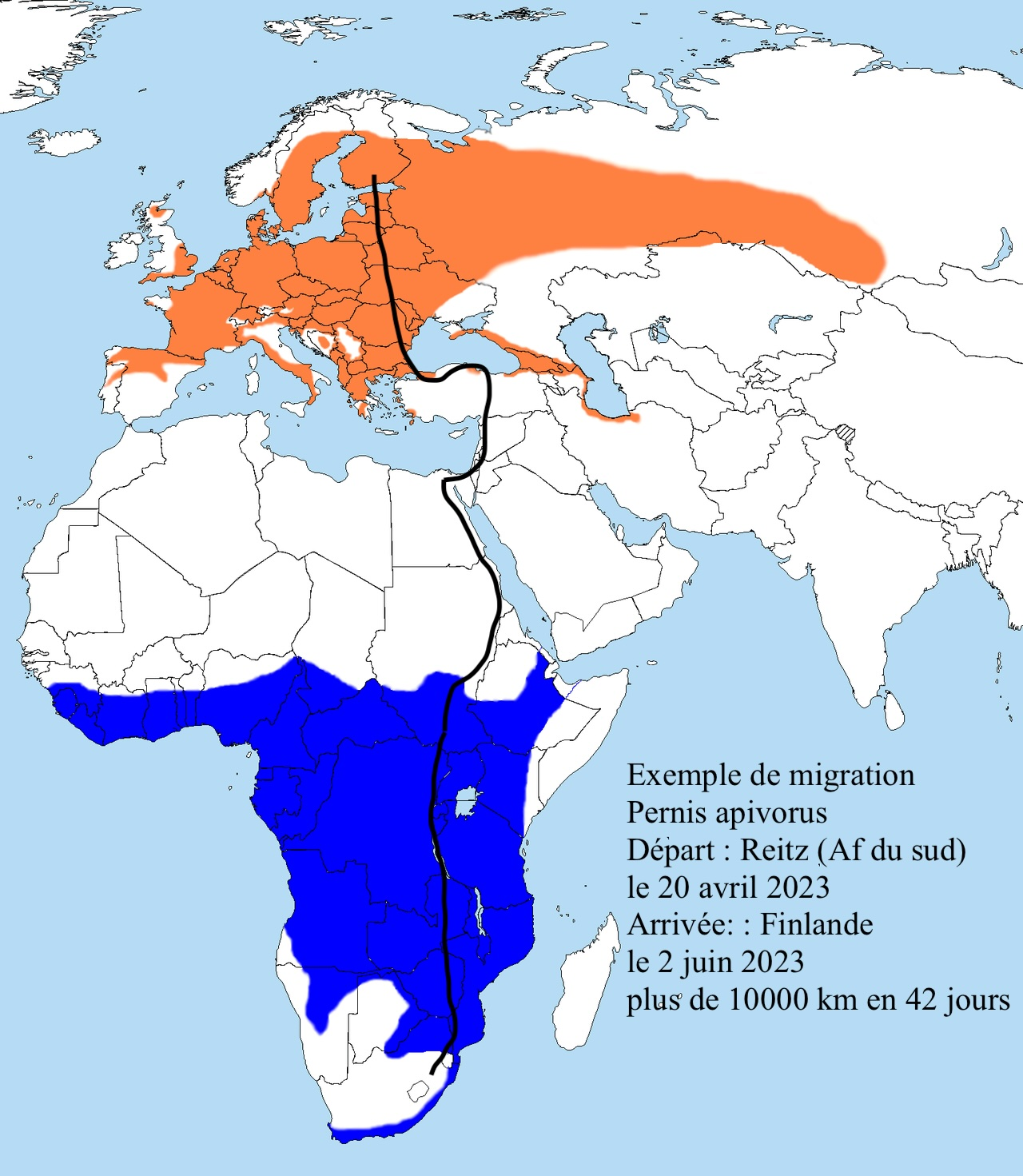
Zone de nidification
Zone d'hivernage

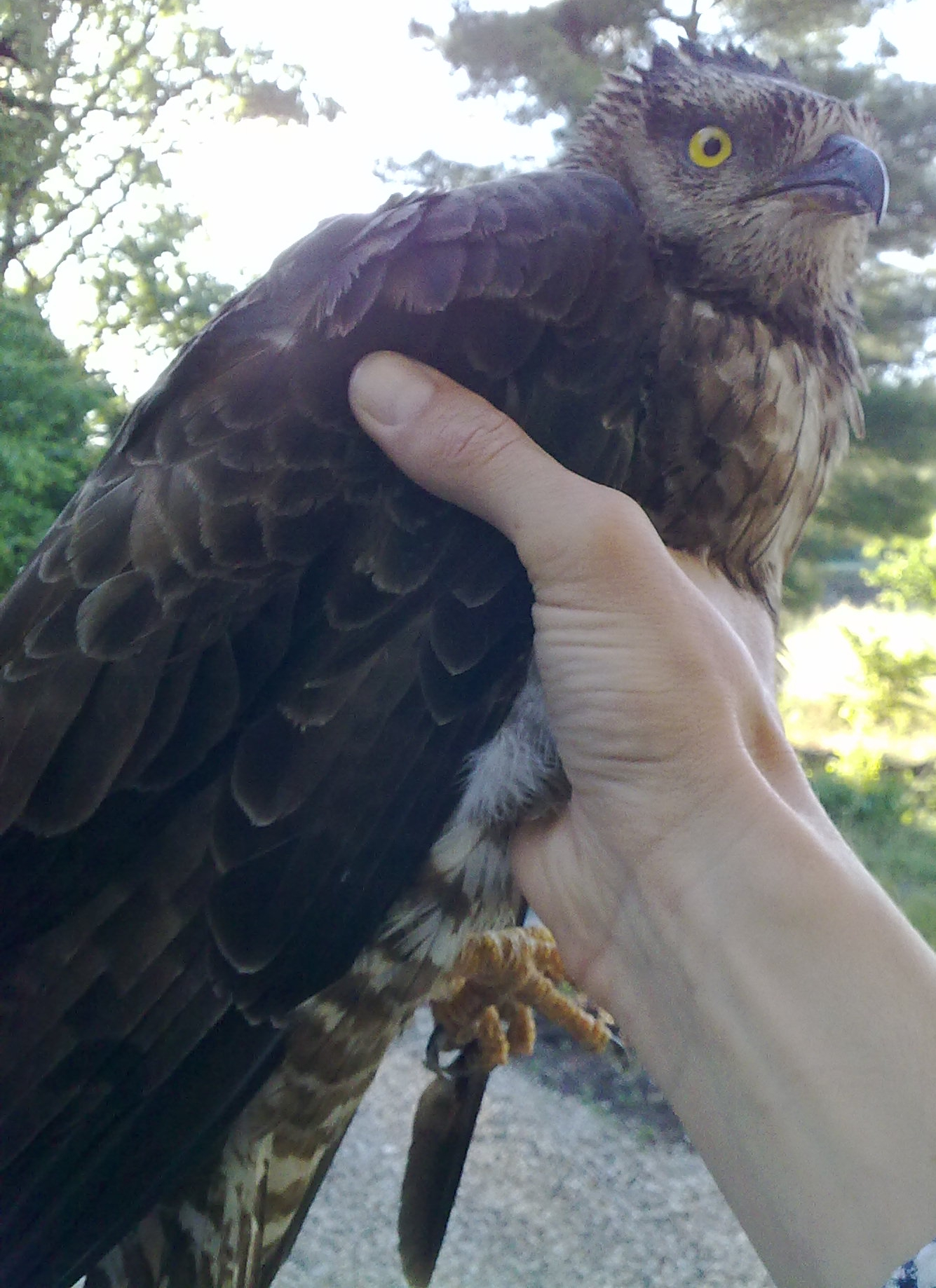
Bondrée apivore dans le sud de la France

Cette espèce est répandue en Russie et en Europe, cette dernière constituant plus de 75 % de son aire totale de nidification. On la trouve partout en Europe, sauf au nord de la Scandinavie, en Irlande et en Islande. Sa population nicheuse européenne, globalement stable dans les années 1970-1990, était estimée à plus de 110 000 couples en 1994, dont entre 10 000 et 15 000 couples en France.
La Bondrée est une grande migratrice diurne. C'est là aussi son régime alimentaire qui en est la cause : elle va là où sont ses proies. Elle vit en Europe l'été et en Afrique l'hiver, au sud du Sahara. Le départ vers l'Afrique se fait généralement vers le mois de septembre, et le retour en Europe en avril ou mai.
En Europe, lors de la saison de nidification, elle niche généralement en zone boisée, préférentiellement dans les forêts matures présentant des clairières et un sous-bois clairsemé. On peut aussi la voir dans les campagnes et les friches proches de son lieu de nidification.
L’espèce pourrait disparaitre de la région Île-de-France, sa nourriture se raréfiant, principalement à cause des insecticides et pesticides utilisés en agriculture intensive. Les oiseaux pourraient également être empoisonnés par la bromadiolone, un raticide anticoagulant.

## Systématique

### Taxinomie
Sa ressemblance avec la buse variable est forte, au point de porter aussi le nom de « buse bondrée ». Mais les scientifiques la considèrent plus proche d'un pygargue que d'une buse.[réf. nécessaire]
L'espèce Pernis apivorus a été divisée en deux espèces distinctes:
- Pernis apivorus (Bondrée apivore)
- Pernis ptilorhynchus (Bondrée orientale, ou Bondrée de Malaisie casquée, ou encore Bondrée huppée)[19].

## Statut et protection de l'espèce

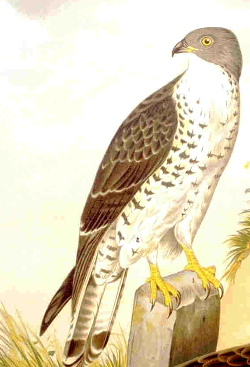
Une Bondrée Apivore

En Europe, bien que les populations de Finlande et de Suède aient connu un déclin dans les années 1990–2000, les populations de Russie, de Biélorussie et de France ont été stables. Par conséquent, BirdLife International considère cette espèce comme sécurisée (« secure »). Dans le détail, l'espèce a été tout de même déclarée vulnérable en Italie, en Suisse et au Portugal, et à surveiller en Suède et en Norvège. L'UICN a classé cette espèce dans la catégorie LC (préoccupation mineure) du fait de sa vaste aire de répartition (estimée à 10 millions de km²) et de sa population mondiale (estimée entre 100000 et 1 million d'individus).
La Bondrée apivore subit la pression de la chasse, particulièrement lors de ses migrations. Elle est aussi menacée par la dégradation de son habitat et par la diminution en nombre de ses proies, conséquence de l'usage de pesticides et du changement climatique.
La Bondrée apivore bénéficie d'une protection totale sur le territoire français depuis l'arrêté ministériel du 17 avril 1981 relatif aux oiseaux protégés sur l'ensemble du territoire. Elle est inscrite à l'annexe I de la directive Oiseaux de l'Union européenne et est partiellement protégée par la CITES en annexe II depuis 1979 (statut revalidé en 2003), comme tous les Falconiformes. Il est donc interdit de la détruire, la mutiler, la capturer ou l'enlever, de la perturber intentionnellement ou de la naturaliser, ainsi que de détruire ou enlever les œufs et les nids et de détruire, altérer ou dégrader leur milieu. Qu'elle soit vivante ou morte, il est aussi interdit de la transporter, colporter, de l'utiliser, de la détenir, de la vendre ou de l'acheter.

Elle est aussi protégée par la Convention de Berne et par la CMS (Convention de Bonn, qui protège tous les Accipitridae), dans les deux cas en annexe II, ainsi que par l'African Convention on Conservation en classe B,,.

### Philatélie
De nombreux pays ont émis des timbres à l'effigie de la Bondrée apivore (Pernis apivorus).